# 67 (nombre)
« Soixante-sept » redirige ici. Pour l'année, voir 67.
Le nombre 67 (soixante-sept) est l'entier naturel qui suit 66 et qui précède 68.

## En mathématiques
Le nombre 67 est :
- le 19e plus petit nombre premier (le suivant est 71, avec lequel il forme un couple de nombres premiers cousins) ;
- le 15e nombre premier non brésilien (le suivant est également 71) ;
- un nombre premier irrégulier ;
- un nombre chanceux ;
- la somme de cinq nombres premiers consécutifs (7 + 11 + 13 + 17 + 19) ;
- un discriminant pour le nombre de Heegner -67 ;
- un nombre premier de Pillai.

## Dans d'autres domaines
Le nombre 67 est aussi :
- le nombre atomique du holmium, un lanthanide ;
- le numéro de la sourate Al-Mulk dans le Coran ;
- une partie du nom des Ottawa 67's, une équipe de Hockey sur glace canadienne, fondée en 1967 ;
- le numéro du département français du Bas-Rhin ;
- un ensemble d'années historiques : -67, 67 ou 1967 ;
- un numéro de ligne de transport : voir Ligne 67 .